# Fromental
Fromental (tiếng Occitan: Fromentau) là một xã của tỉnh Haute-Vienne, thuộc vùng Nouvelle-Aquitaine, miền trung nước Pháp.